# مقر جامعة الدول العربية

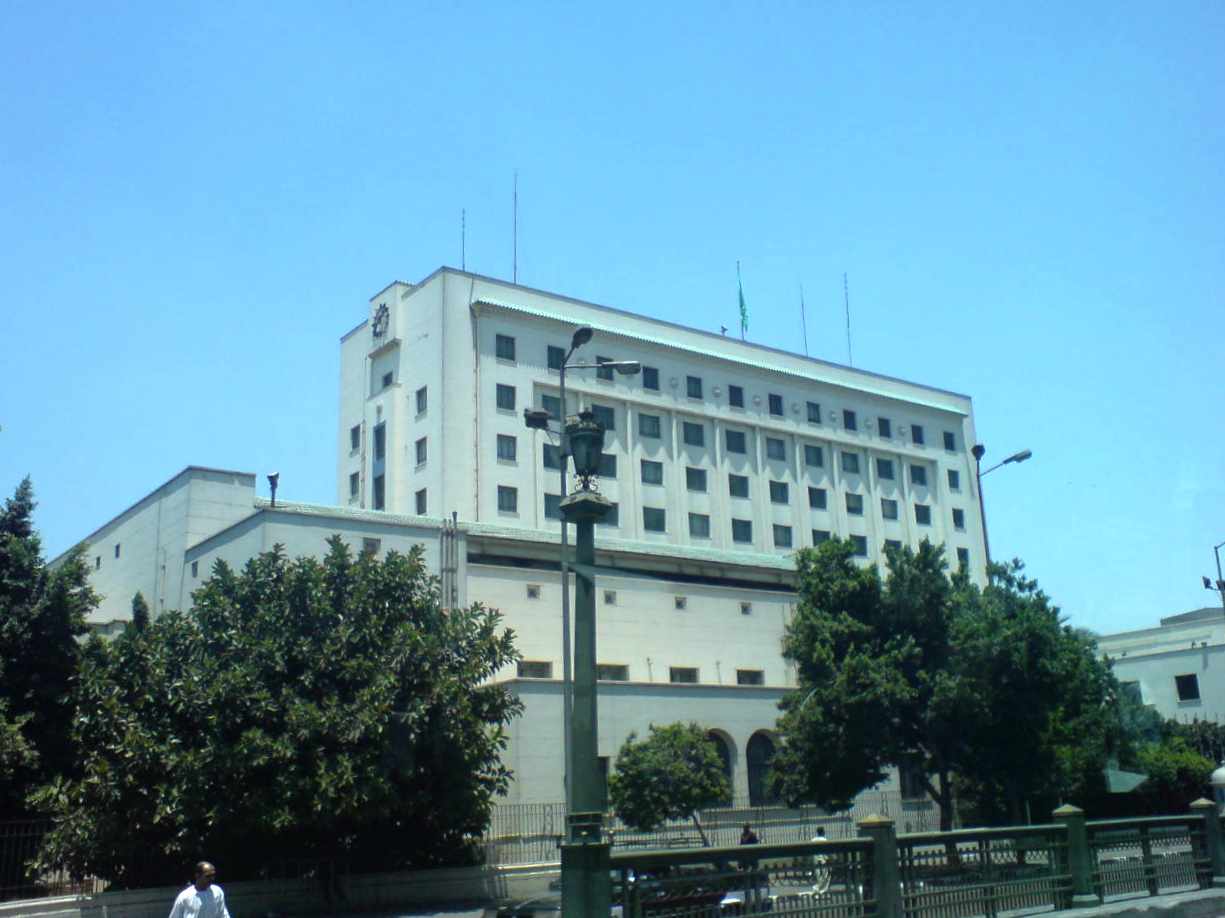

مقر الجامعة العربية ، يقع بالقرب من الحي التجاري في وسط القاهرة ، مصر. وزارة الخارجية المصرية، و دار الأوبرا المصرية ،و المتحف المصري ، و برج القاهرة. تطل علي نهر النيل لمنظر خلاب. وقد شهد مقر المؤسسة للجامعة العربية ، ومؤتمر القمة الأول الذي عقد في المقر و وقعت في 1951 مع جمال عبد الناصر. وتشمل قاعة هائلا للاجتماع تضم مائدة مستديره لمؤتمرات القمة ، والمستخدمة حاليا لجلسات البرلمان العربي المؤقت ، واستخدمت أيضا في مؤتمرات القمة العربية وزير أثناء الأزمة بين إسرائيل ولبنان من عام 2006.